# Vernietigingslaag
Een vernietigingslaag is een stratum gevonden bij een archeologische opgraving die tekenen toont van het verbergen en begraven van kostbaarheden, de wijdverspreide aanwezigheid van branden, onbegraven lijken, losse wapenvondsten op openbare plaatsen, of andere bewijzen van vernietiging. Deze kan hetzij door natuurlijke oorzaken als aardbevingen of als gevolg van een gewelddadige invasie ontstaan zijn.
Vernietigingslagen zijn vaak te vinden in verband met een verandering in de daaropvolgende aardewerkstijlen of materiële cultuur, hetgeen het binnendringen van een ander volk aangeeft.
De aanwezigheid van dergelijke vernietigingslagen in meerdere verwante sites kunnen een ineenstorting van een staat aangeven, vooral als dit gepaard gaat met een optreden van een duidelijk andere cultuur in de erboven gelegen lagen.

## Bekende archeologische sites met vernietigingslagen
De stad Troje toont twee beroemde vernietigingslagen, niveau 2 (gedateerd ca. 2200 v.Chr.) en niveau 7 (gedateerd ca. 1200 v.Chr. en in verband gebracht met de Trojaanse Oorlog).
De vernietigingslagen bij Knossos werden lange tijd in verband gebracht met de invasie van de Achaeërs, totdat werd aangetoond dat het voorafgaande Lineair B al een vroege vorm van Grieks was.
De vernietigingslagen van de steden van de Myceense beschaving werden lang verbonden met de komst van de Doriërs, totdat verdere uitgravingen aantoonden dat deze vernietigingen niet gelijktijdig waren maar een eeuw of meer voorafgingen aan de zogenaamde Dorische invasie.
De vulkanische explosie van Thera toont een vernietigingslaag bij Akrotiri welke door sommigen gezien wordt als de oorsprong van de legende van Atlantis.
De steden van de Indusbeschaving, Mohenjodaro en Harappa, tonen vernietigingslagen en een daaropvolgende verlating. Voor lange tijd werd dit toegeschreven aan Indo-Arische indringers, maar het blijkt een eerdere fase te betreffen, de overgang van vroeg- naar hoog-Harappa.
Het Hettitische Hattusa en vele andere locaties van de Levant tonen een vernietigingslaag aan het eind van de bronstijd, waarna de sites werden verlaten. Deze worden gezien als bewijs voor de zogenaamde brandcatastrofe en het ineenstorten van de bronstijdbeschavingen.